# Modelářství

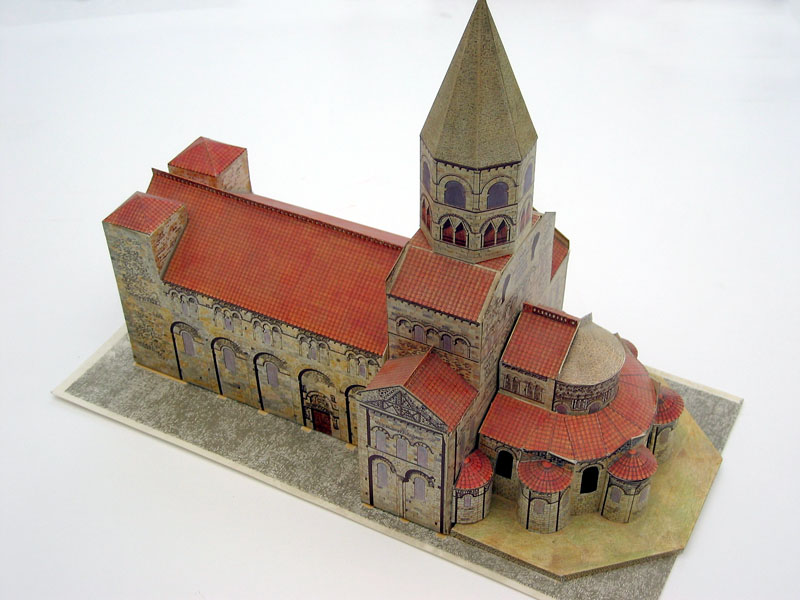
Papírový model chrámu

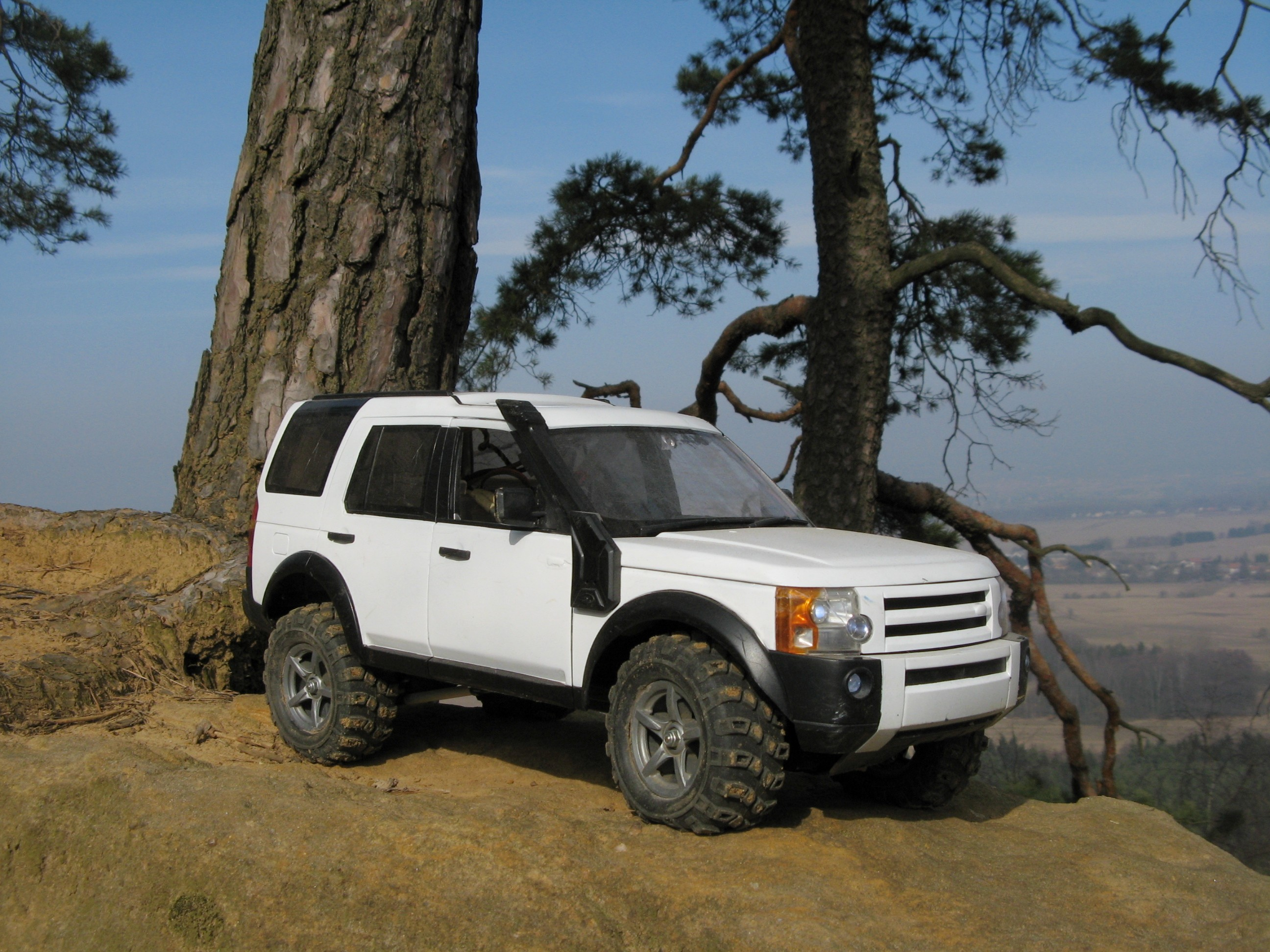
Model automobilu Land Rover Discovery 3 v měřítku 1:10

Pojmem modelářství se označuje výroba konkrétních trojrozměrných modelů – existujících nebo plánovaných objektů, staveb, strojů a podobně. Důležitou roli v modelářství hraje měřítko, neboli poměr mezi velikostí předlohy a modelu.
Modelářství může být jak koníčkem, tak i náplní profesní činnosti, například při výrobě forem pro výrobu, nebo při návrzích strojů, výrobních linek, ale i konkrétních výrobků, Zde je modelařina součástí designérské práce. Modelů se využívá i v architektuře, ve filmu, vědeckých výzkumech ale i v dalších oblastech lidské činnosti.
Modelářský sport zastřešuje v České republice Svaz modelářů ČR (SM ČR), ve světě několik mezinárodních federací podle jednotlivých disciplín (CIAM FAI, NAVIGA, IMBRA, MOROP, ISRA, ESROC).
Svaz modelářů České republiky rozděluje modelářství do těchto klubů: 
- Automodeláři
  - Dráhové modelářství
- Letečtí modeláři
  - RC modely letadel
- Lodní modeláři
- Plastikoví modeláři
- Raketoví modeláři
- Železniční modeláři

Dále můžeme rozdělovat modelářství podle zobrazovaného objektu:
- Model letadla
- Model tanku
- Model auta
- Model motorky
- Model domu
- Model vesmírné lodi
- Model lodi
- Vojáčci
- Model železnice
- Papírový model

V kombinaci těchto dvou rozdělení pak mluvíme o RC autech, plastikových letadlech, papírových hradech a podobně.